# Cerezal de Aliste
Cerezal de Aliste es una localidad española del municipio de Muelas del Pan de la provincia de Zamora, en la comunidad autónoma de Castilla y León.
Se encuentra situado en la comarca de Aliste, formando junto a las localidades de Ricobayo de Alba, Muelas del Pan y Villaflor el municipio de Muelas del Pan.

## Geografía humana

### Demografía
| Gráfica de evolución demográfica de Cerezal de Aliste entre 1842 y 1960 |
| |
| Población de derecho según los censos de población del INE Población de hecho según los censos de población del INEEn estos censos se denominaba Cerezal: 1842 y 1857 Entre el censo de 1970 y el anterior, este municipio desaparece porque se integra por partes en los municipios 49135 (Muelas del Pan) y 49247 (Villalcampo) |

A lo largo del siglo XX, Cerezal se fue despoblando, como el resto de la provincia, por la emigración que se hizo mucho más intensa en los años 60 y 70. Los cerezalinos y las cerezalinas fueron principalmente hacia grandes centros urbanos e industriales de España como Madrid, Valladolid, Cataluña y el País Vasco, pero también a Alemania, Suiza, Países Bajos y América Latina.
Cerezal de Aliste se integró en el municipio de Muelas del Pan a partir del censo de 1970.

## El alcornocal
El centro de interpretación de la naturaleza “El Alcornocal”, situado en la antigua casa del cura, frente a la iglesia parroquial de Cerezal, muestra en su interior una visión aproximada del entorno natural, y en especial del alcornocal de Cerezal, una de las más importantes manchas boscosas de esta especie, casi 300 hectáreas, en el tercio norte de la península ibérica.
"El Sofreral" de Cerezal es un monte de alcornoques (sofreros) que se encuentra situado al sur del pueblo. Dispone de un área de recreo, con una pequeña fuente, situada en su pleno corazón.